# اوترسبرگ
اوترسبرگ (به آلمانی: Ottersberg) یک منطقهٔ مسکونی در آلمان است که در وردن واقع شده‌است. اوترسبرگ ۱۲٬۱۸۳ نفر جمعیت دارد.